# Tibetanska planota
Tibetanska planota (tibetansko: བོད་ས་མཐོ།, Wylie: bod sa mtho), znana tudi kot planota Činghaj–Tibet ali planota Čing–Zang (kitajsko: 青藏高原; pinjin: Qīng–Zàng Gāoyuán) ali kot Himalajska planota v Indiji je obsežna dvignjena planota na stičišču Srednje, Južne in Vzhodne Azije. Pokriva večino Avtonomne pokrajine Tibet, večino Činghaija, zahodno polovico Sečuana, južne province Gansu v zahodni Kitajski, južni Šindžjang, Butan, indijske regije Ladak in Lahaul ter Spiti (Himačal Pradeš) kot tudi Gilgit-Baltistan v Pakistanu, severozahodni Nepal, vzhodni Tadžikistan in južni Kirgizistan. Razteza se približno 1000 kilometrov od severa proti jugu in 2500 kilometrov od vzhoda proti zahodu. Je najvišja in največja planota na svetu s površino 2.500.000 kvadratnih kilometrov (približno petkrat večja od metropolitanske Francije). S povprečno nadmorsko višino, ki presega 4500 metrov in obdano z mogočnimi gorskimi verigami, ki skrivajo dva najvišja vrhova na svetu, Mount Everest in K2, se Tibetanska planota pogosto imenuje streha sveta.
Tibetanska planota vsebuje povirje porečij večine potokov in rek v okoliških regijah. Vključuje tri najdaljše reke v Aziji (Rumena reka, Jangce in Mekong). Več deset tisoč ledenikov ter druge geografske in ekološke značilnosti služijo kot 'vodni stolp', ki hrani vodo in vzdržuje pretok. Včasih ga imenujejo Tretji pol, ker njegova ledena polja vsebujejo največjo zalogo sladke vode zunaj polarnih regij. Vpliv podnebnih sprememb na Tibetansko planoto je predmet stalnega znanstvenega zanimanja.

## Opis
Tibetanska planota je obdana z ogromnimi gorskimi verigami visokogorja Azije. Planota na jugu meji na notranjo himalajsko verigo, na severu na gorovje Kunlun, ki jo ločuje od Tarimske kotline, na severovzhodu pa na gorovje Čilian, ki ločuje planoto od koridorja Heši in puščave Gobi. Na vzhodu in jugovzhodu se planota umakne gozdnati soteski in grebenski geografiji goratih izvirov rek Salven, Mekong in Jangce v severozahodnem Junanu in zahodnem Sečuanu (gorovje Hengduan). Na zahodu objema planoto krivulja razgibanega pogorja Karakorum v severnem Kašmirju. Reka Ind izvira na zahodni Tibetanski planoti v bližini jezera Manasarovar.
Tibetansko planoto na severu omejuje široka strmina, kjer nadmorska višina pade s približno 5000 metrov na 1500 metrov na vodoravni razdalji manj kot 150 kilometrov. Vzdolž pobočja je vrsta gora. Na zahodu gorovje Kunlun ločuje planoto od Tarimske kotline. Približno na polovici poti čez Tarim mejno območje postane Altyn-Tagh in Kunluns se po dogovoru nadaljuje nekoliko proti jugu. V 'V', ki ga tvori ta razcep, je zahodni del porečja Čaidam. Altyn-Tagh se konča blizu prelaza Dangdžin na cesti Dunhuang–Golmud. Na zahodu so kratke verige, imenovane Danghe, Jema, Šule in Tulai NanŠans. Najbolj vzhodno območje je gorovje Čilian. Linija gora se nadaljuje vzhodno od planote kot Činling, ki ločuje planoto Ordos od Sečuana. Severno od gora poteka koridor Gansu ali Heši, ki je bil glavna svilna pot iz Kitajske na zahod.
Planota je visokogorska sušna stepa, prepredena z gorskimi verigami in velikimi somornimi jezeri. Letna količina padavin se giblje od 100 do 300 milimetrov in pade predvsem kot toča. Južni in vzhodni rob stepe ima travišča, ki lahko trajnostno podpirajo populacije nomadskih pastirjev, čeprav se zmrzali pojavljajo šest mesecev na leto. Permafrost se pojavlja na obsežnih delih planote. Nadaljevanje proti severu in severozahodu postaja planota postopoma višja, hladnejša in bolj suha, dokler ne doseže oddaljene regije Čangtang na severozahodnem delu planote. Tukaj povprečna nadmorska višina presega 5000 metrov, zimske temperature pa lahko padejo do –40 °C. Zaradi tega izjemno negostoljubnega okolja je regija Čangtang (skupaj s sosednjo regijo Kekešili) najmanj naseljena regija v Aziji in tretje najmanj naseljeno območje na svetu za Antarktiko in severno Grenlandijo.

## Geologija in geološka zgodovina
Geološka zgodovina Tibetanske planote je tesno povezana z zgodovino Himalaje. Himalaja pripada alpidski orogenezi in je zato med mlajšimi gorskimi verigami na planetu, sestavljena večinoma iz dvignjenih sedimentnih in metamorfnih kamnin. Njihov nastanek je posledica celinskega trka ali orogeneze vzdolž konvergentne meje med Indo-avstralsko ploščo in Evrazijsko ploščo.
Trčenje se je začelo v obdobju zgornje krede pred približno 70 milijoni let, ko je proti severu premikajoča se Indo-avstralska plošča, ki se je premikala s približno 15 cm na leto, trčila v Evrazijsko ploščo. Pred približno 50 milijoni let je ta hitro premikajoča se Indo-avstralska plošča popolnoma zaprla Ocean Tetida, katerega obstoj so določile sedimentne kamnine, ki so se usedle na oceansko dno, in vulkani, ki so obkrožali njegove robove. Ker so bile te usedline lahke, so se zmečkale v gorske verige, namesto da bi potonile na tla. V tej zgodnji fazi svojega oblikovanja v poznem paleogenu je Tibet sestavljala globoka paleogena dolina, omejena z več gorskimi verigami, namesto bolj topografsko enotne dvignjene ravnine, kot je danes. Srednja višina Tibetanske planote se je še naprej spreminjala od njenega začetnega dviga v eocenu; izotopski zapisi kažejo, da je bila nadmorska višina planote okoli 3000 metrov nad morsko gladino okoli meje med oligocenom in miocenom in da se je med 25,5 in 21,6 milijoni let zmanjšala za 900 metrov, kar je mogoče pripisati tektonskemu odkrivanju streh z razširitve vzhod-zahod ali eroziji zaradi vremenskih vplivov. Planota se je nato dvignila za 500 do 1000 metrov med 21,6 in 20,4 milijoni let nazaj.
Paleobotanični dokazi kažejo, da sta coni Nudžjang Suture in Yarlung Tsangpo Suture Zone ostali tropski ali subtropski nižini do zadnjega oligocena ali zgodnjega miocena, kar je omogočilo biotsko izmenjavo po Tibetu. Starost vzhodno-zahodnih tektonskih jarkov v Lhasi in Himalaji nakazuje, da je bila višina planote blizu njene sodobne nadmorske višine pred približno 14 do 8 milijoni let. Stopnje erozije v Tibetu so se znatno zmanjšale pred približno 10 milijoni let. Indo-avstralska plošča se še naprej premika vodoravno pod Tibetansko planoto, zaradi česar se planota premika navzgor; planota se še vedno dviguje s hitrostjo približno 5 mm na leto (čeprav erozija zmanjšuje dejansko povečanje višine).
Velik del Tibetanske planote je relativno nizkega reliefa. Geologi razpravljajo o vzroku za to. Nekateri trdijo, da je tibetanska planota dvignjen peneplen, oblikovan na nizki nadmorski višini, medtem ko drugi trdijo, da je nizek relief posledica erozije in zapolnitve topografskih depresij, ki so se pojavile na že tako visokih nadmorskih višinah. Razpravlja se tudi o trenutni tektoniki planote. Najbolj cenjeni razlagi sta blokovni model in alternativni kontinuumski model. Po prvem je skorja planote sestavljena iz več blokov z malo notranjimi deformacijami, ki so ločeni z velikimi zdrsnimi prelomi. V slednjem je plato pod vplivom porazdeljene deformacije, ki je posledica toka znotraj skorje.

## Okolje
Tibetanska planota podpira različne ekosisteme, večinoma jih uvrščamo med gorska travišča. Medtem ko deli planote predstavljajo okolje, podobno alpski tundri, so na drugih območjih grmišča in gozdovi pod vplivom monsuna. Raznolikost vrst je na planoti na splošno zmanjšana zaradi nadmorske višine in nizke količine padavin. Tibetanska planota gosti tibetanskega volka in vrste snežnega leoparda, divjega jaka, divjega osla, žerjave, jastrebe, gosi, kače in vodne bivole. Ena od pomembnih živali je himalajski pajek skakalec (Euophrys omnisuperstes), ki lahko živi na nadmorski višini več kot 6500 metrov.
Ekoregije na Tibetanski planoti, kot jih je opredelil Svetovni sklad za naravo, so naslednje:
- Alpska puščava in tundra Pamir pokriva zahodni konec Tibetanske planote, kjer prehaja v gorovje Pamir
- Alpska puščava Severnotibetanska planota – gorovje Kunlun pokriva severozahodne meje tibetanske planote vzdolž gorovja Kunlun
- Alpska stepa Karakorum–zahodnotibetanska planota pokriva najbolj zahodne dele tibetanske planote in Ladaka
- Severozahodni himalajski alpski grm in travniki na robovih gora, ki mejijo na skrajni zahod Tibetanske planote
- Alpska stepa osrednje tibetanske planote pokriva večino osrednjih delov tibetanske planote in vzhodni Čangtang
- Zahodni himalajski alpski grm in travniki pokrivajo jugozahodno planoto v regiji doline Garuda
- Polpuščava kotlina Čaidam na severni Tibetanski planoti
- Gorovje Čilian subalpski travniki, ki pokrivajo gorovje Čilian v najsevernejših delih planote
- Gozdovi iglavcev gorovja Čilian pokrivajo dele gorskih verig na severovzhodni tibetanski planoti
- Alpsko grmičevje in travniki Tibetanske planote, ki pokrivajo del osrednje in severovzhodne Tibetanske planote
- Sušna stepa Yarlung Tsangpo v dolini reke Yarlung Tsangpo, kjer živi večina stalne človeške populacije na tibetanski planoti
- Vzhodnohimalajsko alpsko grmičevje in travniki pokrivajo južno Tibetansko planoto na severni strani Himalaje
- Grmičevje in travniki jugovzhodnega Tibeta pokrivajo jugovzhodni in vzhodni del planote in so na splošno bolj deževni kot druga območja tibetanske planote na visoki nadmorski višini
- Subalpski iglasti gozdovi severovzhodne Himalaje segajo do gorskih dolin na južni planoti in vsebujejo nekatere najvišje nadmorske višine gozdov na svetu
- Alpski iglavci in mešani gozdovi soteske Nudžiang Lancang pokrivajo gorske doline, ki segajo 500 km v jugovzhodno Tibetansko planoto
- Subalpski iglasti gozdovi v gorovju Hengduan pokrivajo najbolj jugovzhodne gorske doline na planoti
- Gozdovi iglavcev Čionglai–Minšan pokrivajo vzhodne robove planote in so najgostejši gozdovi na Tibetanski planoti

## Družbena zgodovina
Nomadi na Tibetanski planoti in v Himalaji so ostanki nomadskih praks, ki so bile nekoč razširjene v Aziji in Afriki. Pastirski nomadi predstavljajo približno 40 % etničnega tibetanskega prebivalstva. Prisotnost nomadskih ljudstev na planoti temelji na njihovi prilagoditvi na preživetje na travnatem zemljišču z vzrejo živine in ne poljščin, ki niso primerne za teren. Arheološki dokazi kažejo, da se je najzgodnejša človeška zasedba planote zgodila med 30.000 in 40.000 leti. Od kolonizacije Tibetanske planote se je tibetanska kultura prilagodila in cvetela v zahodnih, južnih in vzhodnih regijah planote. Severni del, Čangtang, je na splošno previsok in hladen, da bi podpiral stalno prebivalstvo. Ena najvidnejših civilizacij, ki so se razvile na Tibetanski planoti, je Tibetansko cesarstvo od 7. do 9. stoletja našega štetja.

## Glaciologija: ledena doba in danes
Danes je Tibet pomembna ogrevalna površina ozračja. Toda med zadnjim ledeniškim maksimumom je približno 2.400.000 kvadratnih kilometrov ledena plošča prekrila planoto. Zaradi velikega obsega je bilo to poledenitev v subtropih pomemben element radiacijskega vpliva. Z veliko nižjo zemljepisno širino je led v Tibetu v vesolje odbil vsaj štirikrat več energije sevanja na enoto površine kot led na višjih zemljepisnih širinah. Medtem ko sodobna planota segreva ozračje nad njim, ga je med zadnjo ledeno dobo pomagalo ohladiti.
To hlajenje je imelo več učinkov na regionalno podnebje. Brez toplotnega nizkega tlaka, ki ga povzroča segrevanje, nad Indijsko podcelino ni bilo monsuna. To pomanjkanje monsuna je povzročilo obsežne padavine nad Saharo, širjenje puščave Thar, več prahu, ki se je odložil v Arabsko morje, in znižanje območij biotskega življenja na Indijski podcelini. Živali so se odzvale na ta premik v podnebju, tako da se je javanska rusa preselila v Indijo.
Poleg tega so ledeniki v Tibetu kljub močnemu izhlapevanju, ki ga povzroča nizka zemljepisna širina, ustvarili jezera taline v porečju Qaidam, porečju Tarim in puščavi Gobi. V teh jezerih sta se kopičila mulj in glina iz ledenikov; ko so se jezera ob koncu ledene dobe posušila, je mulj in glino s planote odnesel veter s pobočja. Ta fina zrna v zraku so proizvedla ogromno količino lesa v kitajskem nižavju.

### Zamrznjeni biološki vzorci
Led na planoti nudi dragoceno okno v preteklost. Leta 2015 so raziskovalci, ki so preučevali planoto, dosegli vrh ledenika Gulija z debelino ledu 310 m in vrtali do globine 50 m, da bi pridobili vzorce ledenih jeder. Zaradi izjemno nizke biomase v teh 15.000 let starih vzorcih je bilo potrebnih približno 5 let raziskav, da so ekstrahirali 33 virusov, od katerih je bilo 28 novih za znanost. Nobeden ni preživel procesa ekstrakcije. Filogenetska analiza kaže, da so ti virusi okužili rastline ali druge mikroorganizme.